# Elizabeta
Elizabeta je žensko osebno ime.

## Izvor imena
Ime Elizabeta izhaja iz latinskega imena Elisabeth, to pa kot grško Elisábet iz hebrejskega Elíšeba v pomenu besede »moj Bog je prisega«.

## Različice imena
Ažbeta, Beta, Beti, Betika, Betina, Betka, Ela, Eli, Elica, Elis, Elisa, Elisabeth, Eliza, Elizabet, Elizaveta, Elza, Elzi, Iza, Izabela, Jelica, Jelisava, Jelisaveta, Lili, Liza, Lizabeta, Lizelota, Lizika, Špela, Špelca, Špelica, Špelka

## Tujejezikovne oblike imena
- pri Angležih: Elizabeth, skrajšano Bess, Bessy
- pri Čehih: Alžběta
- pri Fincih: Elisabet
- pri Francozih: manjšalno Lisette, Babette
- pri Italijanih: Elisabetta, Elisa, Betta, Lisa
- pri Srbih: Jelisaveta
- pri Madžarih: Erzsébet
- pri Nemcih: Elisabeth, skrajšano Elisa, Elsa
- pri Poljakih: Elżbieta
- pri Rusih: Елизавета
- pri Slovakih: Alžbeta
- pri Švedih: Elisabet

## Pogostost imena
Po podatkih Statističnega urada Republike Slovenije je bilo na dan 31. decembra 2007 v Sloveniji število ženskih oseb z imenom Elizabeta: 4.400. Med vsemi ženskimi imeni pa je ime Elizabeta po pogostosti uporabe uvrščeno na 63. mesto.

## Osebni praznik
V našem koledarju z izborom svetniških imen, udomačenih med Slovenci in njihovimi godovnimi dnevi po novem bogoslužnem koledarju je ime Elizabeta zapisano 3 krat. Pregled godovnih dni v katerih poleg Elizabete godujejo še Jelisaveta, Betka, Liza, Lizika in Špelca ter osebe katerih imena nastopajo kot različice navedenih imen.
- 4. julij, Elizabeta, portugalska kraljica († 4. jul. 1336)
- 5. november, Elizabeta, mati Janeza Krstnika
- 17. november, Elizabeta, ogrska kneginja († 17. nov. 1231)

## Zanimivosti
- Po Elizabetah se imenuje več mest, npr. Elisabeth, mesto v New Jerseyju v ZDA.
- Elizabeta je bilo pogosto ime kraljic. Najbolj znana je angleška kraljica Elizabeta I. po kateri se imenuje elizabetinska doba, to je čas razcveta kulture v Angliji.